# .htaccess
.htaccess (від англ. hypertext access) — файл додаткової конфігурації вебсервера Apache, а також подібних до нього серверів. Дозволяє налаштовувати велику кількість додаткових параметрів і дозволів для роботи вебсервера в окремих каталогах (теках), таких як керований доступ до каталогів, перепризначення типів файлів і т. д., без зміни головного конфігураційного файлу.
.htaccess є конфігураційним файлом, подібним до файлу httpd.conf, з тією різницею, що дія .htaccess поширюється лише на каталог, у якому він знаходиться, та на його підкаталоги. Можливість використання .htaccess в тому чи іншому каталозі вказується в httpd.conf (директива AllowOverride).
Файл .htaccess може бути розміщений в будь-якому каталозі. Директиви цього файлу поширюються на всі файли в поточному каталозі і у всіх його підкаталогах (якщо ці директиви не перевизначені директивами нижчезакладених файлів .htaccess). Для того щоб ці файли .htaccess можна було використовувати, необхідні відповідні налаштування головного конфігураційного файлу (значення директиви AllowOverride має бути встановлено all). Зазвичай переважна більшість хостерів дозволяють використовувати свої файли .htaccess (але бувають і винятки).

## Формат назви
Назва .htaccess є повною назвою файлу і не є файловим розширенням. Наприклад, назва файлу на зразок file.htaccess є недопустимою. Наявність крапки перед іменем робить файл прихованим у Unix-подібних ОС.
При завантаженні файлів .htaccess на сервер важливо застосовувати режим завантаження ASCII, а не двійковий (binary), інакше під час передачі вміст файла може бути пошкоджено. У попередніх налаштуваннях FTP-клієнтів часто зазначено вважати файли, назва яких починається з крапки, файлами ASCII.

## Використання
Авторизація, аутентифікаціяФайли .htaccess часто використовуються для вказівки обмежень для конкретної директорії. Файл .htaccess часто використовується разом з .htpasswd, який зберігає імена користувачів і їх паролі.
Власні сторінки помилокЗміна сторінок, які віддаються при помилках на стороні сервера, наприклад HTTP 404 Not Found.
Зміна URL-адресСервери використовують .htaccess для зміни довгих, надмірно складних URL-адрес на короткі і на такі, що легко запам'ятовуються.
Контроль кешуФайли .htaccess дозволяють серверу контролювати кешування вебоглядачами і кешуючими проксі.
Зміна опцій вебсервера і його плагінівДеякі вебсервери допускають зміну опцій через .htaccess, наприклад, опцій PHP-плагіна.